# Philip Sidney

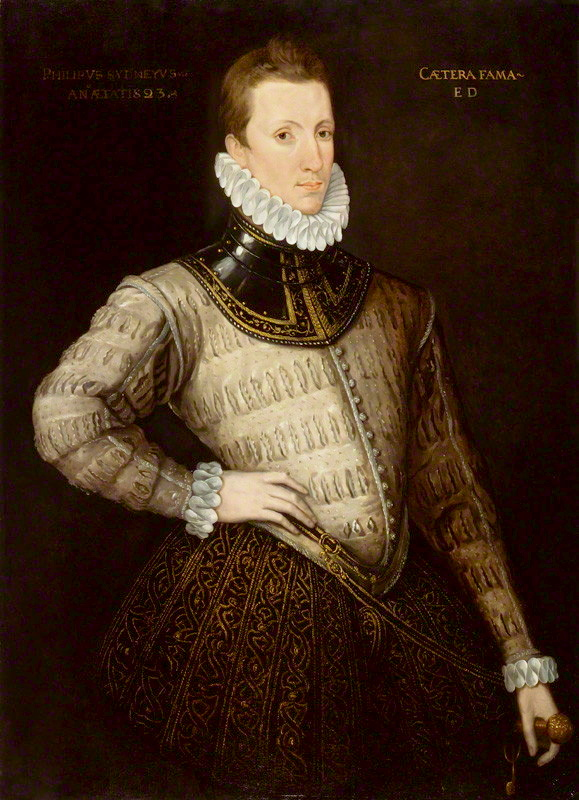
Philip Sidney

Sir Philip Sidney (* 30. November 1554 in Penshurst, Kent; † 17. Oktoberjul. / 27. Oktober 1586greg. in Arnhem) war ein englischer Höfling, Soldat und Schriftsteller und galt als ein Idealbild des elisabethanischen Adligen, der sich sowohl als Dichter und Höfling hervortat als auch als Kämpfer für die protestantische Sache in Europa. Er war einer der ersten bedeutenden Autoren von englischer Prosa.

## Leben und künstlerisches Wirken
Sidney war der Sohn Sir Henry Sidneys, der von Königin Elisabeth I. Tudor zum Statthalter Irlands ernannt wurde, Bruder von Robert Sidney und Neffe des Robert Dudley, 1. Earl of Leicester, dem Favoriten von Elizabeth I., als dessen Erbe er galt. Seine Schwester war Mary Sidney, Countess of Pembroke. Er studierte in Oxford und Cambridge und am Gray’s Inn in London und bereiste dann drei Jahre lang den europäischen Kontinent, wo er Kontakte zu bedeutenden protestantischen Kreisen knüpfte und u. a. die Bartholomäusnacht in Paris miterlebte, bei der tausende Hugenotten ermordet wurden und sich die englischen Protestanten unter seiner Führung in der englischen Botschaft verschanzten. 1575 zurückgekehrt, gewann er zunächst die Gunst der englischen Königin Elisabeth I., ohne dass er davon jedoch mit Blick auf seine Karriere am Hof nennenswert profitieren konnte. Sidney heiratete Frances, die Tochter von Sir Francis Walsingham, dem Staatssekretär und einflussreichen Geheimdienstchefs von Elisabeth I., und zog sich aber 1578 nach Wilton House in Wiltshire, den Landsitz seines Schwagers Henry Herbert, 2. Earl of Pembroke, zurück, wo er eine Reihe von Sonnets in dem gesuchten, an die Concetti der Italiener sich anschließenden Stil des Zeitalters und den Schäferroman Arcadia verfasste.
Obgleich aber Sidney entschieden spanische und italienische Muster vor Augen hat, so begnügt er sich doch nicht mit Schilderungen des Schäferlebens; er verflicht auch Szenen des Ritter- und Jagdlebens mit jenen und weiß sie mit gleicher Lebendigkeit und Anmut auszuführen. Seine Apology for poetrie (1595) versucht zu zeigen, dass die Genüsse der Dichtkunst mächtige Förderer nicht nur im Erwerb von Kenntnissen, sondern auch in der Pflege der Tugend sind.
Sidney wurde als das Ideal eines Höflings, Soldaten und Gelehrten angesehen und erwies sich zugleich als freigebiger, einsichtiger Beförderer von Kunst und Wissenschaft. 1582 kehrte er an den Hof zurück und wurde zum Gouverneur von Vlissingen ernannt. 1583 wurde er zum Knight Bachelor („Sir“) geschlagen. Unter seinem Onkel, dem Earl of Leicester, gegen die Spanier fechtend, wurde er in der Schlacht bei Zutphen im September 1586 tödlich verwundet. Als Sterbender schickte er ein Schreiben an den jülisch-klevischen Leibarzt Johann Weyer in Wesel mit der Bitte um Hilfe. Sidney starb am 17./27. Oktober 1586 und wurde in der alten St Paul’s Cathedral in London beigesetzt. Titel des Earl of Leicester und Erbe seines Onkels gingen nach dem Tod von Robert Sidney 1588 an seinen jüngeren Bruder Robert Sidney.
Nach seinem Biographen Alan Stewart war sein Leben weitaus weniger ereignisreich als im historischen Gedächtnis überliefert. Er litt vor allem unter den Intrigen am Hof und dem Misstrauen ihm gegenüber und seinen Verbindungen zu unter Verdacht stehenden Adelsfamilien durch Elizabeth I. Da sein Ansehen auf dem Kontinent größer war als in England, suchte er dort Kontakte, um sich vorteilhaft zu vermählen, was durch seinen frühen Tod abgebrochen wurde. Für seine Schulden musste sein Schwiegervater Walsingham einstehen.
Sein enger Freund Fulke Greville schrieb seine Biographie.

## Werke
- William A. Ringler (Hrsg.): The Poems of Sir Philip Sidney. Clarendon, Oxford 1962.
- Katherine Duncan-Jones, Jan van Dorsten (Hrsg.): Miscellaneous Prose of Sir Philip Sidney. Clarendon, Oxford 1972, ISBN 978-0-19-811880-0.
- Jean Robertson (Hrsg.): The Countess of Pembroke’s Arcadia (The Old Arcadia). Clarendon, Oxford 1973, ISBN 0-19-811855-4.
- Victor Skretkowicz (Hrsg.): The Countess of Pembroke’s Arcadia (The New Arcadia). Clarendon, Oxford 1987, ISBN 0-19-812743-X.
- Hannibal Hamlin (Hrsg.): The Sidney Psalter. The Psalms of Sir Philip and Mary Sidney. Oxford University Press, Oxford 2009, ISBN 978-0-19-921793-9.
- Roger Kuin (Hrsg.): The Correspondence of Sir Philip Sidney. 2 Bde., Oxford University Press, Oxford 2012, ISBN 978-0-19-955822-3.